# Calendario del castagnajo
Calendario del castagnajo è un’opera dello scrittore fiorentino Marco Lastri, pubblicata nel 1793. Il titolo completo è: “Calendario del castagnajo nel quale restano descritte le faccende mensuali del castagnajo. Scritto dal proposto Lastri descrizione utilissima nella quale s'indica l'unico mezzo di far propagare una pianta di tanta utilita per alimentare la gente della campagna, articolo dell'agricoltura in molti luoghi dell'Italia trascurato; con infine la regola per macinar le castagne, e la maniera di conservarne la farina”.

## L'opera
L’opera insieme ad altri quattordici libri, costituisce il “Corso Completo di agricoltura pratica per l’Italia”, che l’autore Marco Lastri scrive usando come lingua il “Toscano”.
La struttura è molto semplice e lineare: è composto da una introduzione e da dodici sezioni scandite dai mesi dell’anno.
L’introduzione rappresenta il vero fulcro del significato economico dell’opera, che potrebbe essere riassunto in questa citazione: “ Sappiamo quanto vantaggio risenta la pubblica economia dalle abbondanti raccolte di questo frutto. Questo è il cibo ordinario di tanti viventi, che quali staccati e divisi dall’umano commercio delle selve, appena e a gran stento risenton di quello i benefici effetti[…]”.
La farina di castagno e le altre derivazioni alimentari di questo frutto sono state alla base dell’alimentazione, specialmente per la maggior parte delle popolazioni montane. Perciò sono state un importante mezzo di sostentamento in quanto capaci di produrre alimenti molto ricchi nei loro valori nutrizionali.
Inoltre l’uomo ha operato sul castagno, nel corso dei secoli, un’intensa selezione creando diversificati genotipi capaci di adattarsi e rispondere alle situazioni ambientali, sociali ed economiche del momento. Dunque come viene riportato nel libro, questo tipo di selezione avviene tramite l’innesto.
Inoltre va ricordato il fatto che la farina di castagno ha grande versatilità ad essere conservata, questa è un’importante qualità soprattutto in quelle epoche dove le carestie ed inverni freddi decimavano le popolazioni.
Difatti egli afferma come questa venisse pressata rendendola quasi solida per poi raschiarla e setacciarla di nuovo quando la popolazione ne avrebbe avuto bisogno.
Sempre nelle pagine dell’introduzione si può riconoscere una grande conoscenza di Lastri della letteratura italiana, in quanto ci sono alcuni riferimenti ad Autori che nel corso della storia hanno ricordato la castagna nelle loro opere; come: il Poeta Mantovano (Virgilio) che afferma come fosse il cibo che amava Amaryllis, Plinio che ha scritto la storia e le origini di questa pianta e infine Tiberio Cesare che ha saputo riconoscere la bontà e la salubrità di tale pianta.
La parte centrale dell’opera presenta due tematiche rilevanti: i prodotti che si possono ottenere tramite i castagni e i suoi frutti e l’espletazione mese per mese di cosa deve essere fatto dal contadino nel castagneto affinché questo prosperi.
La prima si individua tramite una lettura a-sistemica dei mesi; la seconda si ha invece tramite una lettura lineare.
Per quanto concerne la prima tematica oltre alla farina, sono ricordati anche altri usi molto importanti delle castagne e del legno dell’albero; come ad esempio: le schegge possono essere usate nelle tintorie, la segatura se messa in infusione produce inchiostro, il legno del castagno selvatico, che e compatto, permette di ottenere le doghe per i catini, travi, tavole e botti e infine il carbone di castagno è molto utile ai fabbri che lo utilizzano per modellare il ferro.
Non si deve dimenticare che le castagne selvatiche e i frantumi di quelle domestiche macinate servono per alimentare gli animali (come i maiali). Questo permetteva alle popolazioni di quel tempo di poter avere una dieta più variegata composta anche di carni.
Si nota quindi come il castagno e i suoi frutti rappresentino il cuore di molte lavorazioni non solo agricole ma anche di altri settori.
Dalla lettura lineare dell’opera può essere estrapolato un vero e proprio manuale pratico per il contadino, in quanto per ogni mese viene evidenziato sia quello che deve essere fatto, sia gli attrezzi da utilizzare ma anche le tempistiche affinché si crei un bosco di castagni florido e ben strutturato.
In modo riassuntivo si può individuare per ogni mese l’operazione più importante che deve essere effettuata: a gennaio si deve provvedere al taglio del legname; a febbraio devono essere scavate le buche in monte, che serviranno per accogliere la pianta del castagno.
Marzo è invece il mese più adatto (anche dal punto di vista climatico) per il trapianto delle piccole piante di castagno dal vivaio alle selve.
Nel mese di aprile va svolta l’operazione più importante che è l’innesto, poiché “Qualunque seme benché proveniente da Castagno domestico produce castagno selvatico”.
A maggio e giugno devono essere rivisti gli innesti e le potature e in luglio ed agosto si devono ricontrollare i canali per il passaggio dell’acqua.
Settembre e ottobre sono i mesi autunnali in cui le castagne maturano, quindi i contadini devono raccoglierle; affinché a novembre si provveda all’essiccazione ed infine a dicembre si effettui la macinatura delle castagne per produrre le diverse derivazioni alimentari.
Conclusione
Si può concludere affermando come Marco Lastri grazie anche alla formazione ricevuta nell’Accademia dei georgofili di Firenze sia stato capace di sviluppare una guida pratica e concisa ancora oggi valida e ricca di informazioni sulle lavorazioni e su come utilizzare il legno e i frutti del castagno.

## Edizioni
•Lastri M., 1793. Calendario del castagnajo nel quale restano descritte le faccende mensuali del castagnajo. Scritto dal proposto Lastri descrizione utilissima nella quale s'indica l'unico mezzo di far propagare una pianta di tanta utilita per alimentare la gente della campagna, articolo dell'agricoltura in molti luoghi dell'Italia trascurato; con infine la regola per macinar le castagne, e la maniera di conservarne la farina. In Venezia: nella stamperia Graziosi a S. Apollinare (Con Pubblica Approvazione)
•Lastri M., 1805. Calendario del castagnajo nel quale restano descritte le faccende mensuali del castagnajo. Scritto dal proposto Lastri descrizione utilissima nella quale s'indica l'unico mezzo di far propagare una pianta di tanta utilita per alimentare la gente della campagna, articolo dell'agricoltura in molti luoghi dell'Italia trascurato; con infine la regola per macinar le castagne, e la maniera di conservarne la farina. (Nuova edizione accresciuta). In Venezia: nella stamperia Graziosi a S. Apollinare.